# 서맨사 바크스
서맨사 바크스(Samantha Barks, 1990년 10월 2일 ~ )는 맨섬 출신 가수이자 배우이다. 2008년 《I'd Do Anything》에서 3위를 하여 명성도를 쌓았다. 2012년 개봉한 《레 미제라블》에서 에포닌 역을 맡아 영화 데뷔를 하였다. 2010년부터 퀸스 극장에서 행해지는 뮤지컬 《레 미제라블》에서도 에포닌 역을 맡고 있으며, 《레 미제라블: 25주년 콘서트》에서도 에포닌 역으로 등장하였다.

## 출연 작품
| 연도 | 제목        | 역할   | 비고 |
| ---- | ----------- | ------ | ---- |
| 2012 | 레 미제라블 | 에포닌 |      |